# Barbalha Futebol Clube
O Barbalha Futebol Clube é um clube de futebol brasileiro sediado em Barbalha, no estado do Ceará. Atualmente disputa o Campeonato Cearense Série B, e manda seus jogos no estádio Inaldão. 
Popularmente conhecida como Raposa dos Verdes Canaviais, disputa os seus jogos no Estádio Lírio Callou, conhecido como Inaldão, com capacidade para 5.000 espectadores. Tem como suas cores: azul, vermelho e branco.
Coisa que pouca gente sabe, é que o primeiro gol do Barbalha profissionalmente, foi marcado pelo jogador "David Alves" contra a equipe de Missão Velha, em 2002.[carece de fontes?]

## História
| Evolução do escudo do Barbalha | Evolução do escudo do Barbalha | Evolução do escudo do Barbalha | Evolução do escudo do Barbalha | Evolução do escudo do Barbalha | Evolução do escudo do Barbalha | Evolução do escudo do Barbalha | Evolução do escudo do Barbalha |
| 2002                           | 200?                           | 2013                           | 2021                           |                                |                                |                                |                                |
| ------------------------------ | ------------------------------ | ------------------------------ | ------------------------------ | ------------------------------ | ------------------------------ | ------------------------------ | ------------------------------ |

O clube foi fundado no dia 1° de janeiro de 2002, estreando em competições profissionais no mesmo ano, na segunda divisão cearense, ficando na 7° colocação, disputando até 2005, onde foi vice-lanterna e rebaixado. A equipe foi campeã da terceira divisão cearense em 2007 e foi promovida, sendo rebaixada no ano seguinte. Três anos depois, em 2011, a equipe foi vice-campeã e promovida, atrás do Uruburetama, após o Paracatu ser punido com a perda de 10 pontos. De 2012 à 2013, a equipe foi novamente rebaixada e promovida, perdendo para o América nos pênaltis. No mesmo ano, de 2013, a equipe conquistou o título da Copa Fares Lopes, após vencer o Guarany de Sobral na final pelo placar agregado de 3–3, conquistando uma vaga inédita à Copa do Brasil de 2014.
Na Copa do Brasil, o Barbalha enfrentou na primeira fase o Cuiabá, no primeiro jogo do confronto, no Inaldão, ambos empataram pelo placar de 0–0, no segundo jogo, no Dutrinha, o Barbalha foi eliminado após perder pelo placar de 2–0 para o clube matogrossense. Na segunda divisão do mesmo ano, a equipe ficou na 3ª colocação, sem acesso. Enquanto na Copa dos Campeões Cearenses, o clube perdeu para o Ceará pelo placar de 2–0. Em 2015, a equipe não se classificou para a próxima fase, ficando na 5ª colocação. No ano de 2016, a equipe anunciou a contratação de três atletas colombianos. Na segunda divisão do mesmo ano, o Barbalha foi rebaixado, ficando na 9° colocação, atrás apenas do Nova Russas e Campo Grande.
Em 2017, a equipe chegou até as semifinais da competição, conquistando o acesso, sendo eliminado pelo Caucaia, pelo placar agregado de 3–2. Na disputa pelo 3° lugar, venceu o Pacajus, pelo placar agregado de 5–3. Na segunda divisão cearense de 2018, a equipe passou da primeira fase sendo 3° colocado. Na segunda fase, o Barbalha ficou na liderança com 10 pontos, enfrentando nas semifinais o Icasa, com um empate por 1–1, no jogo da volta, a equipe venceu por 3–1, conquistando o acesso inédito à primeira divisão estadual. Na primeira divisão de 2019, o Barbalha foi campeão da primeira fase, com 15 pontos, superando o Atlético Cearense, com 12 pontos, conquistando vaga na Copa do Brasil de 2020.

## Títulos
| ESTADUAIS | ESTADUAIS                     | ESTADUAIS | ESTADUAIS  |
|           | Competição                    | Títulos   | Temporadas |
| --------- | ----------------------------- | --------- | ---------- |
|           | Copa Fares Lopes              | 1         | 2013       |
|           | Campeonato Cearense - Série B | 1         | 2018       |
|           | Campeonato Cearense - Série C | 1         | 2007       |

## Estatísticas

### Participações
|  | Participações em 2025 |

| Competição | Competição          | Temporadas | Melhor campanha                 | Estreia | Última | P | R |
| Ceará      | Campeonato Cearense | 6          | 8º colocado (2019, 2020 e 2023) | 2019    | 2025   |   | 2 |
| Ceará      | Cearense - Série B  | 11         | Campeão (2018)                  | 2002    | 2022   | 2 | 4 |
| Ceará      | Cearense - Série C  | 7          | Campeão (2007)                  | 2006    | 2017   | 4 |   |
| Ceará      | Copa Fares Lopes    | 4          | Campeão (2013)                  | 2012    | 2021   |   |   |
| Brasil     | Copa do Brasil      | 2          | 1ª fase (2014 e 2020)           | 2014    | 2020   |   |   |

### Desempenho em competições

#### Copa do Brasil
| Ano  | Posição           |
| 2014 | Eliminado 1ª Fase |
| 2020 | Eliminado 1ª Fase |

#### Campeonato Cearense - 1ª divisão
| Ano  | Posição                    |
| 2019 | 8º                         |
| 2020 | 8º                         |
| 2021 | 10º (Lanterna e rebaixado) |
| 2023 | 8º                         |
| 2024 | 8º                         |
| 2025 | 9º (Rebaixado)             |

#### Campeonato Cearense - 2ª divisão
| Ano  | Posição                        |
| 2002 | 7º                             |
| 2003 | 7º                             |
| 2004 | 6º                             |
| 2005 | 9º (Vice-Lanterna e Rebaixado) |
| 2008 | 10º (Lanterna e Rebaixado)¹    |
| 2012 | 10º (Lanterna e Rebaixado)     |
| 2014 | 3º                             |
| 2015 | 5º                             |
| 2016 | 9º (Rebaixado)                 |
| 2018 | (Campeão e Promovido)          |
| 2022 | 2º (Promovido)                 |

¹ - O Barbalha perdeu 12 pontos e por isso foi rebaixado

#### Campeonato Cearense - 3ª divisão
| Ano  | Posição               |
| 2006 | 10º                   |
| 2007 | (Campeão e Promovido) |
| 2009 | 6º                    |
| 2010 | 7º                    |
| 2011 | 2º (Promovido)        |
| 2013 | 2º (Promovido)        |
| 2017 | 3º (Promovido)        |